# Kamareddy
Kamareddy là một thành phố và khu đô thị của quận Nizamabad thuộc bang Andhra Pradesh, Ấn Độ.

## Nhân khẩu
Theo điều tra dân số năm 2001 của Ấn Độ, Kamareddy có dân số 64.222 người. Phái nam chiếm 51% tổng số dân và phái nữ chiếm 49%. Kamareddy có tỷ lệ 66% biết đọc biết viết, cao hơn tỷ lệ trung bình toàn quốc là 59,5%: tỷ lệ cho phái nam là 74%, và tỷ lệ cho phái nữ là 57%. Tại Kamareddy, 13% dân số nhỏ hơn 6 tuổi.